# Evan King
Evan King, né le 25 mars 1992 à Chicago, est un joueur de tennis américain, professionnel depuis 2013.

## Carrière
En mars 2009, Evan King reçoit une invitation pour le tournoi de Delray Beach où il est battu par Andrey Golubev. En juin, il parvient au 14e rang mondial chez les juniors, remportant notamment l'Easter Bowl contre Tennys Sandgren.
Il passe professionnel en 2013 après un cursus à l'université du Michigan. Il enregistre ses meilleures performances au cours de la saison 2017, obtenant son unique victoire dans un tournoi ATP à Los Cabos où il est issu des qualifications. Invité à l'US Open, il franchit les trois tours qualificatifs avant de s'incliner face à Pablo Carreño-Busta. Il dispute aussi cinq quarts de finale en Challenger et une demi-finale à Las Vegas. Par la suite, il est également demi-finaliste à Playford en 2018 et Morelos en 2019.
Bon joueur de double, il remporte dans cette discipline son premier Challenger à Monterrey en 2016 avec Denis Kudla puis s'y spécialise à partir de 2021. Il a remporté 24 titres dans cette catégorie de tournois dont 11 avec Reese Stadler.
En 2025, il remporte son premier tournoi ATP en double au tournoi de Dallas avec Christian Harrison.

## Palmarès

### Titre en double messieurs
| No | Date       | Nom et lieu du tournoi                               | Catégorie | Dotation    | Surface    | Partenaire         | Finalistes                  | Score      |          |
| -- | ---------- | ---------------------------------------------------- | --------- | ----------- | ---------- | ------------------ | --------------------------- | ---------- | -------- |
| 1  | 03-02-2025 | Dallas Open Dallas                                   | ATP 500   | 2 760 000 $ | Dur (int.) | Christian Harrison | Ariel Behar Robert Galloway | 7-64, 7-64 | Parcours |
| 2  | 24-02-2025 | Abierto Mexicano Telcel presentado por HSBC Acapulco | ATP 500   | 2 585 410 $ | Dur (ext.) | Christian Harrison | Sadio Doumbia Fabien Reboul | 6-4, 6-0   | Parcours |

### Finale en double messieurs
| No | Date       | Nom et lieu du tournoi         | Catégorie | Dotation  | Surface    | Vainqueurs                          | Partenaire         | Score             |          |
| -- | ---------- | ------------------------------ | --------- | --------- | ---------- | ----------------------------------- | ------------------ | ----------------- | -------- |
| 1  | 10-02-2025 | Delray Beach Open Delray Beach | ATP 250   | 680 140 $ | Dur (ext.) | Miomir Kecmanović Brandon Nakashima | Christian Harrison | 7-63, 1-6, [10-3] | Parcours |

### Finale en double mixte
| No | Date       | Nom et lieu du tournoi | Catégorie | Dotation | Surface      | Vainqueurs                   | Partenaire      | Score    |          |
| -- | ---------- | ---------------------- | --------- | -------- | ------------ | ---------------------------- | --------------- | -------- | -------- |
| 1  | 27-05-2025 | Roland-Garros Paris    | G. Chelem | NC $     | Terre (ext.) | Sara Errani Andrea Vavassori | Taylor Townsend | 6-4, 6-2 | Parcours |

N.B. : le nom de la partenaire se trouve sous le résultat ; les noms des ultimes adversaires se trouvent à droite.

## Parcours dans les tournois duGrand Chelem

### En simple
| Année | Open d'Australie | Open d'Australie | Internationaux de France | Internationaux de France | Wimbledon | Wimbledon     | US Open         | US Open           |
| ----- | ---------------- | ---------------- | ------------------------ | ------------------------ | --------- | ------------- | --------------- | ----------------- |
| 2017  | —                | —                | —                        | —                        | —         | —             | 1er tour (1/64) | P. Carreño-Busta  |
| 2018  | Q1               | Yannick Hanfmann | Q1                       | Dennis Novak             | Q1        | Adam Pavlásek | Q2              | Stefano Travaglia |

N.B. : à droite du résultat se trouve le nom de l'ultime adversaire.

### En double messieurs
| Année | Open d'Australie                                                                         | Open d'Australie                                                                 | Internationaux de France                                                      | Internationaux de France                                                            | Wimbledon | Wimbledon | US Open                                                                                | US Open |
| ----- | ---------------------------------------------------------------------------------------- | -------------------------------------------------------------------------------- | ----------------------------------------------------------------------------- | ----------------------------------------------------------------------------------- | --------- | --------- | -------------------------------------------------------------------------------------- | ------- |
| 2018  | —                                                                                        | —                                                                                | —                                                                             | —                                                                                   | —         | —         | 1er tour (1/32) Nathan Pasha \|\| style="text-align:left;" \| R. Jebavý A. Molteni     |         |
| 2019  | —                                                                                        | —                                                                                | —                                                                             | —                                                                                   | —         | —         | 2e tour (1/16) Hunter Reese \|\| style="text-align:left;" \| M. Granollers H. Zeballos |         |
|       |                                                                                          |                                                                                  |                                                                               |                                                                                     |           |           |                                                                                        |         |
| 2021  | —                                                                                        | —                                                                                | —                                                                             | —                                                                                   | —         | —         | 1/8 de finale Hunter Reese \|\| style="text-align:left;" \| M. Ebden M. Purcell        |         |
|       |                                                                                          |                                                                                  |                                                                               |                                                                                     |           |           |                                                                                        |         |
| 2024  | 1er tour (1/32) Reese Stalder \|\| style="text-align:left;" \| M. Granollers H. Zeballos | 2e tour (1/16) C. Eubanks \|\| style="text-align:left;" \| Hugo Nys J. Zieliński | 1/8 de finale C. Eubanks \|\| style="text-align:left;" \| N. Skupski M. Venus | 1er tour (1/32) B. Nakashima \|\| style="text-align:left;" \| J. Eysseric F. Martin |           |           |                                                                                        |         |
| 2025  | 1er tour (1/32) M. Giron \|\| style="text-align:left;" \| N. Lammons J. Withrow          |                                                                                  |                                                                               |                                                                                     |           |           |                                                                                        |         |

N.B. : le nom du partenaire se trouve sous le résultat ; les noms des ultimes adversaires se trouvent à droite.

### En double mixte
| Année | Open d'Australie | Open d'Australie | Internationaux de France | Internationaux de France | Wimbledon                                                                           | Wimbledon | US Open | US Open |
| ----- | ---------------- | ---------------- | ------------------------ | ------------------------ | ----------------------------------------------------------------------------------- | --------- | ------- | ------- |
| 2025  | —                | —                | Finale T. Townsend       | S. Errani A. Vavassori   | 2e tour (1/8) T. Townsend \|\| style="text-align:left;" \| Hsieh S.-w. J. Zieliński | —         | —       |         |

N.B. : le nom de la partenaire se trouve sous le résultat ; les noms des ultimes adversaires se trouvent à droite.

## Parcours dans lesMasters 1000
| Année | Indian Wells          | Miami | Monte-Carlo | Madrid | Rome | Canada | Cincinnati | Shanghai | Paris |
| ----- | --------------------- | ----- | ----------- | ------ | ---- | ------ | ---------- | -------- | ----- |
| 2018  | 1er tour J. Donaldson | —     | —           | —      | —    | —      | —          | —        | —     |

N.B. : sous le résultat se trouve le nom de l’ultime adversaire.

## Classements ATP en fin de saison
| Année          | 2010 | 2011 | 2012 | 2013 | 2014 | 2015 | 2016 | 2017 | 2018 | 2019 | 2020 | 2021 | 2022 | 2023 | 2024 |
| Rang en simple | 1208 | 802  | 1220 | 590  | 561  | 411  | 410  | 196  | 336  | 344  | 425  | 522  | 1154 | –    | 1465 |
| Rang en double | 872  | 828  | 580  | 410  | 198  | 451  | 324  | 159  | 141  | 117  | 128  | 119  | 173  | 72   | 77   |

Source : (en) Classements de Evan King sur le site officiel de la Fédération internationale de tennis